# Magomet-Amin
Mujammad-Amin o Magomet Amin (en ruso: Мухаммад-Амин, Магомет-Амин, Gonoda, 1818 o 1819-Armut, Bursa, 1899) fue el tercer naib de Shamil en Cherkesia y líder de la guerra de gazhawat en el Cáucaso Noroccidental.

## Biografía

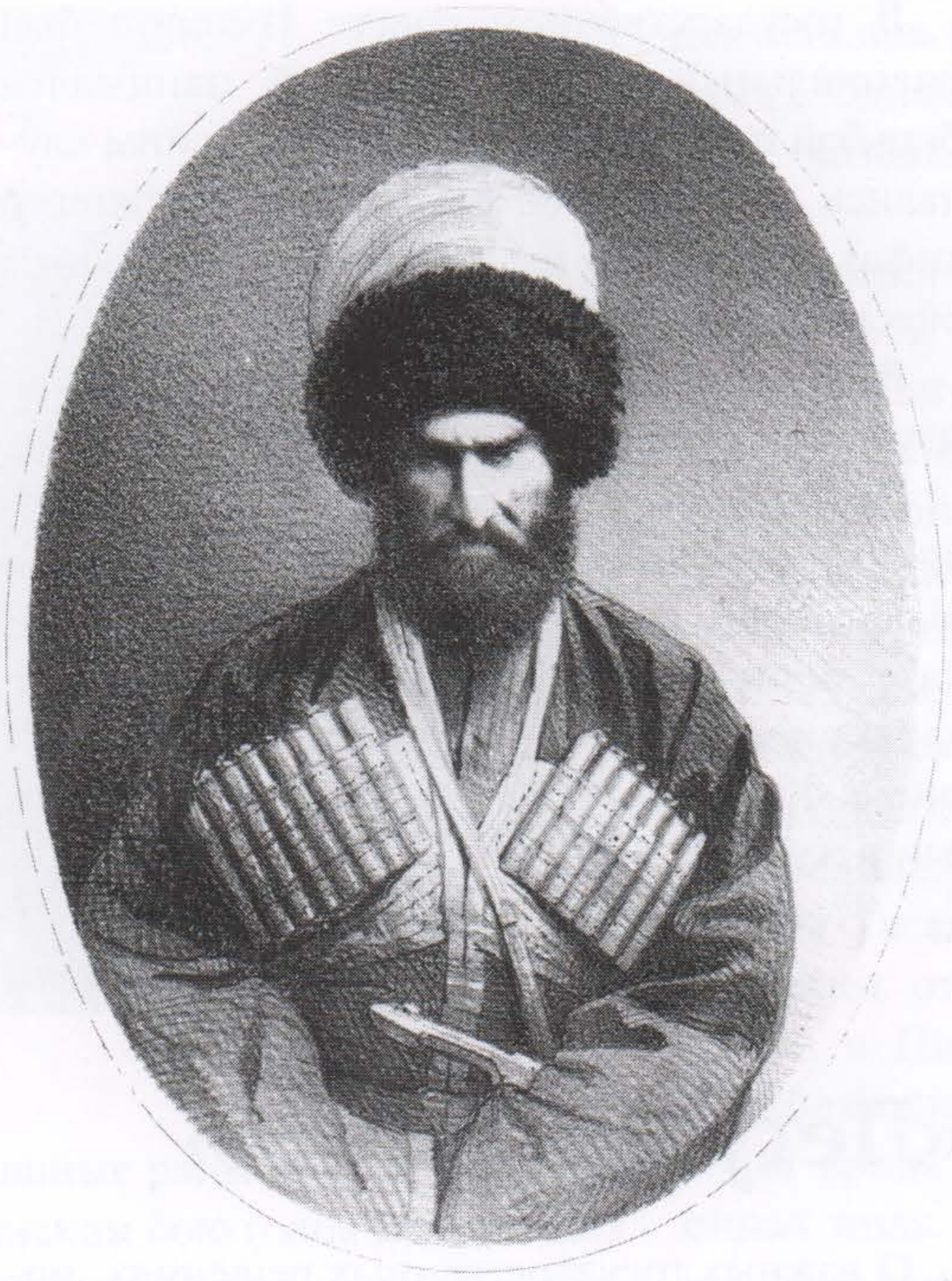
Muhammad-Amin.

Nació en Gonoda, en el actual raión de Gunib de la república de Daguestán, en la Federación Rusa, en una familia de la parentela de los janes de Kazi-Kumuj. En su infancia se trasladó con su familia a Adigueya, tras lo que regresó a Daguestán a mediados de la década de 1830. Fue designado gobernador de Abjasia y Cherkesia por Shamil. Instituyó la ley sharia, aboliendo las esclavitud y dependencias feudales del campesinado e instituyendo tribunales y un ejército permanente. Dirigió la lucha de los pueblos adigué contra el ejército del Imperio ruso durante once años (1848-1859).